# Kruckelkopf
Kruckelkopf – szczyt w grupie Schobergruppe, w Wysokich Taurach w Alpach Wschodnich. Leży w Austrii, we Tyrolu Wschodnim. Leży na północny wschód od Glödis i Hochschober.